# Taunusturm
TaunusTurm (originariamente chiamato Kaiserkarree) è il nome del progetto per un complesso di due edifici, un grattacielo di 170 metri e un edificio residenziale di 63 metri situato a Francoforte sul Meno, in Germania. Il sito si trova nel distretto finanziario di Bankenviertel, all'angolo tra Neue Mainzer Straße e Taunustor. Il sito confina con un parco chiamato Taunusanlage, che ha dato il nome alla torre (il Taunus è una catena montuosa situata a nord di Francoforte). Gli edifici sono stati progettati dallo studio di architettura Gruber+Kleine-Kraneburg. Il costruttore del progetto è la società immobiliare Tishman Speyer. L'inizio della costruzione è avvenuta nell'aprile 2011 e i primi inquilini si sono trasferiti a febbraio 2014.